# Kaggala, Malavalli
Kaggala là một làng thuộc tehsil Malavalli, huyện Mandya, bang Karnataka, Ấn Độ.